# Jednokolka

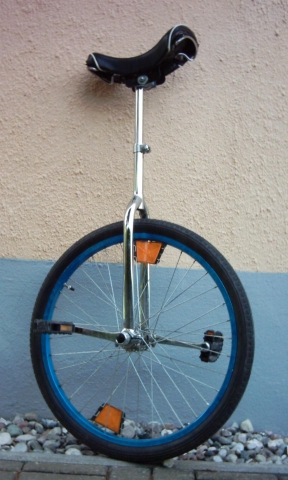
Jednokolka

Jednokolka nebo také jednokolo je dopravní prostředek obdobný jízdnímu kolu. Má však jen jedno kolo, z jehož osy buď přímo vycházejí kliky pedálů, anebo je řetězový převod umístěn svisle. Na kole je také jediná vidlice, na níž se nachází sedlo.
Občas užívané označení monocykl může vést k záměně s jiným zařízením, kde jezdec sedí uvnitř kola (monowheel).
Matoucí také může být, že vpraxi se označení jednokolka i jednokolo používají jak pro motorové vozítko (kterému se také říká solowheel nebo airwheel), tak pro bezmotorové (mechanické) vozítko, o němž pojednává tento článek.
V terminologii Úmluvy o silničním provozu (Vídeň, 1968) nespadá jednokolka do definice jízdního kola podle čl. 1 písm. (l), podle níž jízdním kolem může být jen vozidlo, které má nejméně dvě kola. Český právní řád přesnou definici jízdního kola neobsahuje. Jednokolka by však měla být nemotorovým vozidlem.
Rovnováhu v podélném směru udržuje jezdec podobným způsobem jako rovnováhu v příčném směru, tedy zvolením vhodného náklonu. Naučit se jezdit na jednokolce je sice obtížnější než naučit se jezdit na jízdním kole, ale těm, kdo si osvojili tento smysl pro rovnováhu, pak již jízda nečiní zvláštní potíže.

## Disciplíny

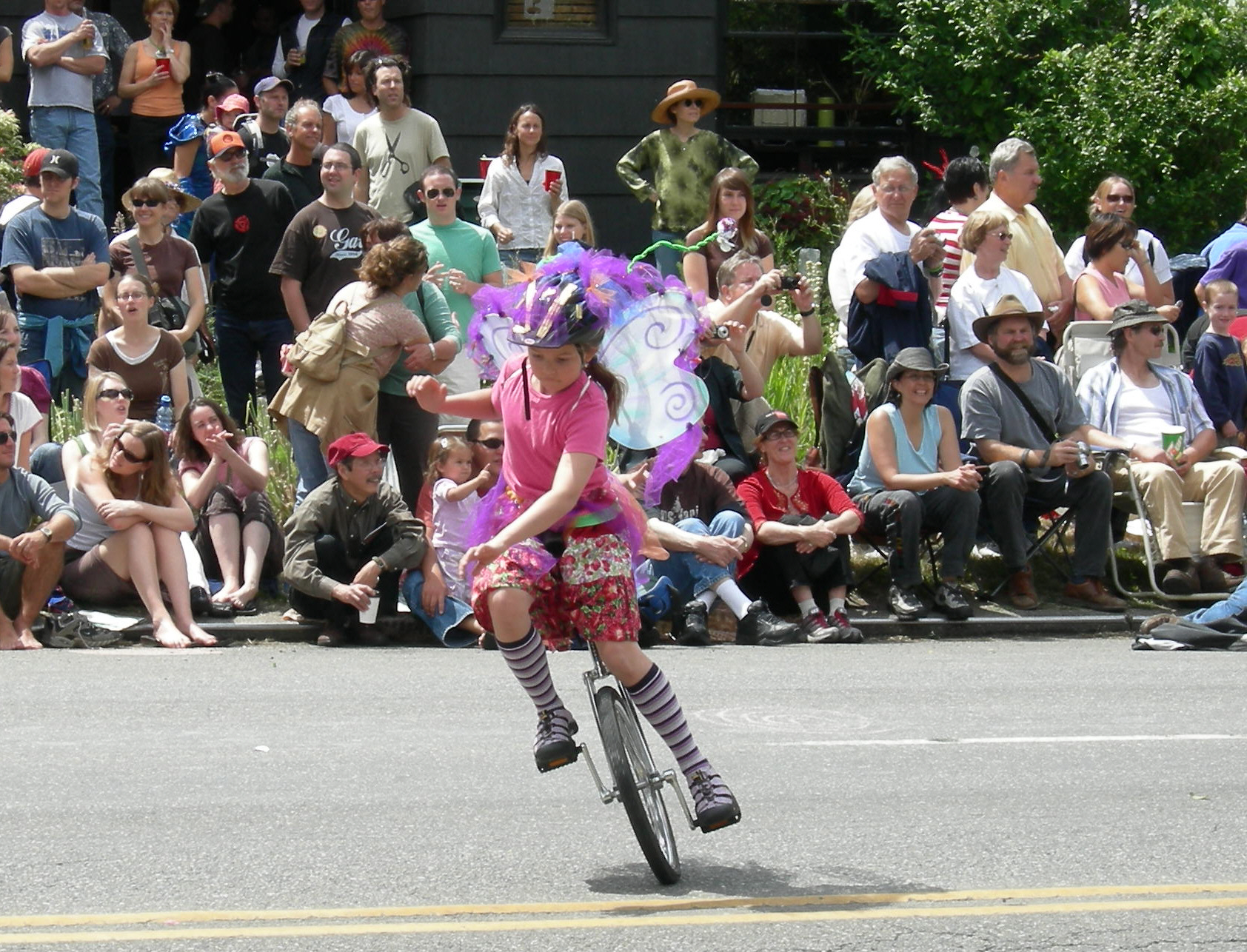
Unicyklistka na přehlídce Summer Solstice Parade v Seattle, Washington v roce 2007

Jednokolka není masově využívána jako běžný dopravní prostředek. Častěji bývá používána v rámci artistických vystoupení, a zejména od 80. let 20. století i ke speciálnímu extrémnímu sportu, v němž se od té doby vyprofilovalo několik zaměření:
- trial zahrnuje veškeré skoky po překážkách. Od vyskočení obrubníku po dvoumetrové seskoky (i více). V ČR je to nejrozšířenější styl.
- flat jsou triky prováděné na rovině. Jednokolky na flat jsou většinou totožné s trialovými.
- street je flat v prostoru. Skočíte-li ze schodů a u toho uděláte 360 otočku, je to již street.
- freestyle – Umělecká prezentace jízdy na jednokolce, srovnatelná s krasobruslením. Freestylové vystoupení může obsahovat taneční pohyby a flatové triky, vše perfektně synchronizováno s hudbou. Vystoupení může provádět jak jednotlivec, tak dvojice či skupina. Pro vylepšení diváckého prožitku se používají kostýmy, případně i rekvizity. K této disciplíně se hodí 20" jednokolka s kratšími klikami, dlouhým krkem a pláštěm s hladkým vzorkem širokým cca 2". Sedlo je dobré na rozdíl od trialu vytáhnout co nejvýše.
- offroad neboli freeride, používají se jednokolky s větším průměrem kola (minimálně 24")
- downhill (sjezd) – V Čechách poměrně oblíbená zábava. DH spočívá ve sjezdu tratě v různě obtížném terénu na čas. Na trati mohou být přírodní i umělé překážky – kořeny, kameny, skoky. Obtížnější překážky často mívají objížďky pro jezdce, kteří se na překážku ještě necítí. K této disciplíně je vhodná větší jednokolka s terénním vzorem, delšími klikami, nejlépe vybavená brzdou.
- turistický (long distance), dlouhé výlety, používá se velký průměr kola (29").
- hokej – Ke hře se používají florbalové branky, hokejové hokejky, tenisový míček a 20" či 24" jednokolka. Tým tvoří 5 hráčů, z nichž žádný není explicitně označen jako brankář. Za Českou republiku hraje v německé lize tým Prague Unicycle Hockey Team.
- basketbal

## Výrobci jednokolek
Jednokolky vyrábí spousta firem zaměřených jak na cyklistiku, tak i pouze na jednokolky.
- QU-AX německý výrobce, známý širokým sortimentem od začátečnických až po modely nejvyšší kvality.
- Nimbus Unicycles
- Koxx-one francouzský výrobce především trialových jednokolek, je známý svojí kvalitou a designovým stylem.
- Kris Holm značka nesoucí jméno nejslavnějšího jezdce a průkopníka, se vyznačuje nejvyšší kvalitou.
- Impact mladý výrobce zaměřený na náročné jezdce

## Večerníček
V Československu byla jednokolka zpopularizovaná znělkou k dětskému večernímu televiznímu pořadu Večerníček. V závěrečné scéně znělky kreslený chlapec Večerníček několikrát příčně přejel obrazovku na jednokolce (zvané žirafa [má totiž řetěz a tedy i prodloužený krk]) a následně zamířil vstříc divákovi, přičemž mu ukazoval papír s logem televize. Výtvarným autorem je Radek Pilař a animovaná znělka byla uváděna od léta roku 1965, již po dobu více takřka 50 let.